# Raúl Entrerríos
Raúl Entrerríos Rodríguez (født 12. februar 1981 i Gijón) er en spansk tidligere håndboldspiller, der i mere end ti år spillede for den spanske Liga ASOBAL-klub FC Barcelona. Tidligere repræsenterede han Ademar León og BM Valladolid.
Han har desuden spillet over 250 kampe for spanske landshold og har vundet flere medaljer med holdet.
Han indstillede sin aktive karriere efter OL 2020 (afviklet i 2021) i Tokyo.

## Landshold
Entrerríos har spillet for det spanske landshold og været med til at blive verdensmester med holdet ved VM i 2005. Desuden har han været med til at vinde to europamesterskaber, i 2018 og 2020. Han har desuden været med til at vinde to gange VM-bronze og to gange EM-sølv samt en EM-bronze.
Han har deltaget ved flere olympiske lege. Ved OL i 2008 i Beijing var han med første gang, og her blev Spanien nummer fire i indledende pulje og mødte derpå Sydkorea i kvartfinalen. Spanierne vandt 29-24 og mødte så Island i semifinalen. Islændingene vandt noget overraskende 36-30, men tabte derpå til Frankrig i finalen, mens Spanien vandt bronze ved at besejre Kroatien med 35-29.
Ved OL 2012 i London blev Spanien nummer tre i indledende pulje, men tabte derpå kvartfinalen med 23-24 til Frankrig, skønt de førte med tre ved pausen. Spanien blev nummer syv i turneringen, og Entrerríos scorede i alt 11 mål.
Spanien kvalificerede sig ikke til OL 2016, men han var efter EM-sejren i 2020 klar til at tage en sidste turnering ved OL 2020. Da OL på grund af coronapandemien blev udskudt til 2021, valgte han at spille et år mere for at kunne få den oplevelse med. Her fik Spanien igen bronze, efter at holdet tabte semifinalen til Danmark, men vandt bronzekampen mod Egypten.